# Гоппольд из Лобсдорфа, Карел
Карел Гоппольд из Лобсдорфа (чеш. Karel Goppold z Lobsdorfu; 15 декабря 1894, Прага, Цислейтания — 1956) — богемский фехтовальщик. Участник летних Олимпийских игр 1912 года.

## Биография
Карел Гоппольд из Лобсдорфа родился 15 декабря 1894 года в австро-венгерском городе Прага (сейчас в Чехии).
В 1912 году вошёл в состав сборной Богемии на летних Олимпийских играх в Стокгольме. В личном турнире шпажистов занял в группе 1/8 финала 3-е место, потерпев два поражения, в четвертьфинальной группе поделил 5-6-е места, проиграв четыре поединка.
Покончил с собой в 1956 году.

## Семья
Мать — Мария Штрохшнейдерова (8 сентября 1868 — 28 февраля 1939), владелица галантерейного магазина на улице Рытиржской в Праге.
Отец — Вилем Гоппольд из Лобсдорфа (1869—1943), богемский фехтовальщик. Участник летних Олимпийских игр 1908 года, двукратный бронзовый призёр летних Олимпийских игр 1912 года.
Старший брат — Вилем Гоппольд из Лобсдорфа (1893—1945), богемский фехтовальщик. Участник летних Олимпийских игр 1912 года.